# Pożyczkodawca ostatniej instancji
Pożyczkodawca ostatniej instancji (ang. lender of last resort) – bank centralny, który pożycza bankowi komercyjnemu środki finansowe pod zastaw bezpiecznych papierów dłużnych (najczęściej bonów lub obligacji skarbowych) w związku z odpływem depozytów z banku komercyjnego.

## Opis
Jest to istotna funkcja banku centralnego z punktu widzenia osób powierzających bankom swoje oszczędności. W celu zabezpieczenia bieżącego funkcjonowania bank komercyjny pozyskuje środki od innych banków na rynku międzybankowym. W sytuacji, gdy instytucje finansowe nie ufają sobie, banki korzystającej z tej drogi finansowania mogą mieć kłopoty z pozyskaniem środków finansowych. W sytuacji gwałtownego odpływu depozytu bank komercyjny nie jest w stanie pozyskać gotówki w celu wypłaty pieniędzy wszystkim klientom oczekującym na nie. Jest to spowodowane również tym, że nie może szybko odzyskać środków z udzielonych kredytów. Bank centralny w takiej sytuacji pożycza bankom środki finansowe.
Ta funkcja banku centralnego może również stwarzać pokusę nadużycia, tj. świadomość uzyskania takiej pomocy może zachęcać banki do prowadzenia bardziej lekkomyślnej polityki kredytowej.